# Farāh
Farāh (en persa: فراه) es una ciudad de Afganistán. Está ubicada a orillas del río Farāh. Es la capital de la provincia de Farāh. Tiene una población de 45 930 habitantes (2007), siendo la decimoséptima ciudad más poblada del país. La ciudad está situada a una altitud de 650 m s. n. m.

## Historia
Farāh tiene grandes baluartes históricos, entre ellos una ciudadela que fue construida por el famoso Alejandro Magno. "La Ciudadela" consiste en una serie de fortificaciones construidas por el conquistador macedonio. Farāh se convirtió en un punto intermedio entre Herat, hogar de las fortificaciones de Alejandro, y Kandahar. Se cree que fue Phra, mencionado por Isidoro de Cárax en el siglo I d. C. En el siglo V Farah fue una de las principales fortificaciones de la frontera oriental del imperio sasánida. Fue saqueada por el ejército de Genghis Khan, y los supervivientes fueron transportados a un lugar al norte, del que actualmente existen ruinas. La población retornó al sitio original después de la destrucción de la ciudad medieval por Sah ‘Abbās I, y la ciudad prosperó de nuevo hasta el sangriento asedio por Nadir Shah de Persia. La ciudad es famosa también por un muchacho de dieciocho años llamado Mohammad Ilyas Khan, quien fue conocido por su bravura y coraje durante la guerra soviética. Dio muerte a 30 soldados rusos antes de que éstos huyeran hacia Irán.

## Economía y transporte
La ciudad es un importante centro comercial y agrícola. Existe un aeropuerto con pista de grava que es uno de los muchos que se construyeron para movilizar carga y pasajeros. Sin embargo, la pista se usa y está protegida por las fuerzas de la coalición para transportar suministros para los afganos necesitados a través de toda la provincia. Existen carreteras secundarias hacia diferentes direcciones desde la ciudad. Una carretera importante, llamada 517, o "IED Alley" por las fuerzas de la coalición debido al alto número de bombas a los lados de la carretera (roadside bombs), lleva a Ring Road. Tanto Ring Road como la 517 se construyeron recientemente en coordinación con numerosos países de la ISAF/OTAN. Muchos contratistas civiles murieron en ataques talibanes y minas terrestres olvidadas desde la invasión rusa.